# Trachyleberidea mammidentata
Trachyleberidea mammidentata är en kräftdjursart som först beskrevs av Bold 1946.  Trachyleberidea mammidentata ingår i släktet Trachyleberidea och familjen Trachyleberididae. Inga underarter finns listade i Catalogue of Life.